# Hof van Delft
Hof van Delft est une ancienne commune néerlandaise de la Hollande-Méridionale, aujourd'hui quartier de la ville de Delft. Avant de devenir quartier, Hof van Delft correspondait à un territoire situé à l'ouest et au sud-ouest de Delft.

## Histoire
Érigée en commune dès la fin du XVIIIe siècle, la commune Hof van Delft est pour la première fois supprimée en 1812, et son territoire est alors partagé entre 't Woud et Pijnacker. Le 1er avril 1817, la commune est rétablie. En 1826, Hof van Delft perd une partie de son territoire à la commune de Vrijenban, à savoir la partie située à l'est de la Schie.
Le 1er janvier 1833, la petite commune de Hoog en Woud Harnasch est rattachée à Hof van Delft, puis le 1er septembre 1855, c'est le tour à la commune de Groeneveld de perdre son indépendance. Hof van Delft arrête d'être une commune indépendante le 1er janvier 1921, quand la commune est en grande partie définitivement rattachée à Delft. Une partie échoit alors également à Pijnacker, une autre partie à Schipluiden (le village de Den Hoorn).
Le quartier actuel de Hof van Delft est d'une superficie sensiblement inférieure à l'ancienne commune.

## Habitants
En 1840, la commune comptait 220 maisons et 914 habitants, dont :
- Hof van Delft : 140 maisons, 554 habitants,
- Den Hoorn : 53 maisons, 240 habitants, et
- 't Woudt : 27 maisons, 120 habitants.

Le 1er janvier 2004, le quartier comptait 13 088 habitants pour 7 450 logements.